# Manuel Comas i Thos
Manuel Comas i Thos   (Mataró, 1855 - Barcelona, 21 de desembre de 1914) fou un arquitecte català. Es va llicenciar com a arquitecte el 21 de març del 1879.

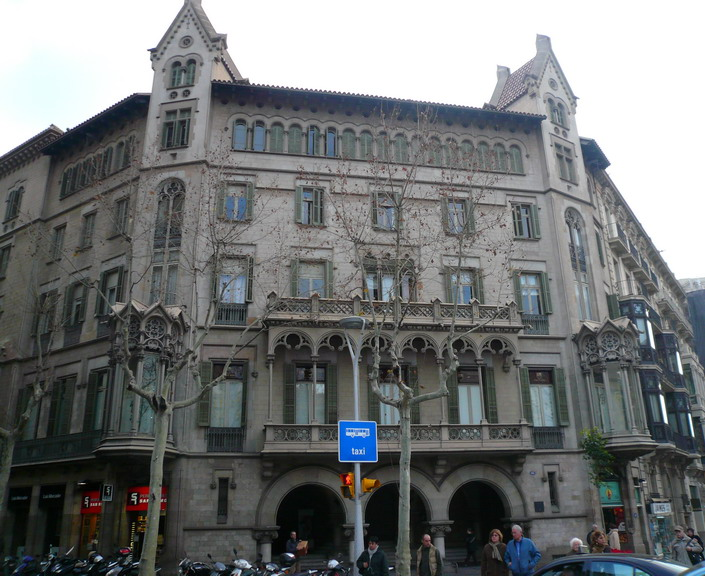
Casa Marfà, una de les seves construccions

Destaquen entre les seves construccions la Casa Vídua Marfà (Isabel Palau i Vera, viuda d'Emili Marfà i Artigas) i la Casa Isidor Majó, ambdues a Barcelona. Casat amb Neus Esquerra i Vila són els pares de Narcís Comas i Esquerra, un destacat metge mataroní.